# Hammarskogs naturreservat
Hammarskogs naturreservat är ett naturreservat i Uppsala kommun i Uppsala län.
Området är naturskyddat sedan 2018 och är 541 hektar stort. Reservatet består av klippor, öppna åkrar/ängar, ekbackar, tät skog och två våtmarker. 